# The Calcium Kid
The Calcium Kid är en brittisk långfilm från 2004 i regi av Alex De Rakoff, med Orlando Bloom, Michael Peña, Billie Piper och Omid Djalili i rollerna.

## Handling
Orlando Bloom spelar mjölkbudet som blir landets räddare i en prestigefull boxningsmatch mellan England och USA när ordinarie boxare skadar sig.

## Rollista
| Orlando Bloom  | – Jimmy Connelly       |
| Michael Peña   | – José Mendez          |
| Billie Piper   | – Angel                |
| Rafe Spall     | – Stan Parlour         |
| Tamer Hassan   | – Pete Wright          |
| Omid Djalili   | – Herbie Bush          |
| David Kelly    | – Paddy O'Flanagan     |
| Mark Heap      | – Sebastian Gore-Brown |
| Michael Lerner | – Artie Cohen          |
| John Joyce     | – Jon Wright           |
| Cathy Dunning  | – Joyce Wright         |
| Frank Harper   | – Clive Connelly       |